# La Bâtie-Divisin
La Bâtie-Divisin là một xã thuộc tỉnh Isère, vùng Rhône-Alpes đông nam nước Pháp. Xã này nằm ở khu vực có độ cao từ 360-615 mét trên mực nước biển.